# Derenbach
Derenbach är en ort i Luxemburg.   Den ligger i kantonen Canton de Clervaux och distriktet Diekirch, i den nordvästra delen av landet, 50 kilometer norr om huvudstaden Luxemburg. Derenbach ligger 491 meter över havet och antalet invånare är 287.
Terrängen runt Derenbach är platt åt nordväst, men åt sydost är den kuperad.  Närmaste större samhälle är Wiltz, 5,9 kilometer sydost om Derenbach. 
I omgivningarna runt Derenbach växer i huvudsak blandskog. Runt Derenbach är det ganska tätbefolkat, med 120 invånare per kvadratkilometer.